# Prix Européen de l'Essai Charles Veillon
De Prix européen de l'essai Charles Veillon (Europese Prijs voor het Essay Charles Veillon) wordt jaarlijks uitgereikt door de Fondation Charles Veillon (Stichting Charles Veillon) aan een Europees essayist.

De in 1975 ingestelde literaire prijs is uitsluitend gewijd aan het essay. De prijsuitreiking vindt aan het begin van elk jaar plaats in Lausanne. De bekroonde auteur geeft bij de uitreiking een openbare lezing die wordt gepubliceerd in een boekwerkje, uitgegeven door de Fondation Charles Veillon. De jury bestaat uit leden van de Stichting Charles Veillon.

## Lijst van winnaars
- 2022 : Mona Chollet Réinventer l'amour
- 2021 : Johny Pitts Afropéens. Carnets de voyages au cœur de l'Europe noire
- 2020 : Alessandro Baricco voor The Game
- 2019 : Siri Hustvedt voor Les Mirages de la certitude
- 2018 : Marcel Gauchet voor zijn gehele oeuvre
- 2016 : Richard Sennett Was unsere Gesellschaft zusammenhält
- 2013 : Harald Weinrich voor zijn gehele oeuvre
- 2010 : Jean-Claude Mathieu voor Écrire, inscrire, Parijs, José Corti, 2010
- 2009 : Claudio Magris voor zijn gehele oeuvre
- 2008 : Peter Sloterdijk Zorn und Zeit, Frankfurt aan de Main, Suhrkamp, 2006 (Colère et temps, Parijs, Maren Sell, 2007)
- 2007 : Jan Assmann voor zijn gehele oeuvre
- 2006 : Giorgio Agamben voor zijn gehele oeuvre
- 2005 : Alexandra Laignel-Lavastine Esprits d’Europe, Parijs, Calmann-Lévy, 2005
- 2004 : Martin Meyer Krieg der Werte. Wie wir leben, um zu überleben, Zürich, Nagel & Kimche, 2003
- 2003 : Alain de Botton L’Art du voyage, Parijs, Mercure de France, 2003
- 2002 : Peter von Matt Die tintenblauen Eidgenossen, München, Hanser, 2001
- 2001 : Jean-Claude Guillebaud Le Principe d’humanité, Parijs, Seuil, 2001
- 2000 : Peter Bichsel Alles von mir gelernt. Kolumnen 1995-1999, Frankfurt aan de Main, Suhrkamp, 2000
- 1999 : Amin Maalouf Les Identités meurtrières, Parijs, Grasset, 1998
- 1998 : Tzvetan Todorov Benjamin Constant. La passion démocratique,  Parijs, Hachette, 1997
- 1997 : Karl-Markus Gauss Das Europäische Alphabet, Wenen, Paul Zsolnay, 1997
- 1996 : Dubravka Ugrešic Die Kultur der Lüge, Frankfurt aan de Main, Suhrkamp, 1995
- 1995 : Étienne Barilier Contre le Nouvel Obscurantisme. Éloge du progrès, Genève, Zoé-Hebdo, 1995
- 1994 : Dževad Karahasan Un déménagement, Parijs, Calmann-Lévy, 1994
- 1993 : Jane Kramer Européens, tome 1, Parijs, Grasset, 1990, et tome 2 : Des cités et des hommes, Parijs, Grasset, 1991
- 1992 : Predrag Matvejevitch Bréviaire méditerranéen, Parijs, Fayard, 1992
- 1991 : Roberto Calasso Les Noces de Cadmos et Harmonie, Parijs, Gallimard, 1991
- 1990 : Karl Schlögel voor zijn gehele oeuvre
- 1989 : Timothy Garton Ash The Uses of Adversity. Essays on the Fate of Central Europe, Londen, Granta Books, 1989
- 1988 : Eduardo Lourenço voor zijn gehele oeuvre
- 1987 : Edgar Morin voor zijn gehele oeuvre
- 1986 : Iso Camartin Nichts als Worte? Plädoyer für Kleinsprachen, Zürich, Artemis, 1985
- 1985 : György Konrád Antipolitik. Mitteleuropäische Meditationen, Frankfurt aan de Main, Suhrkamp, 1985
- 1984 : Alain Finkielkraut La Sagesse de l’amour, Parijs, Gallimard, 1984
- 1983 : Lars Gustafsson voor zijn gehele oeuvre
- 1982 : Jean Starobinski Montaigne en mouvement, Parijs, Gallimard, 1982
- 1981 : Norberto Bobbio voor zijn gehele oeuvre
- 1980 : Leszek Kolakowski voor zijn gehele oeuvre
- 1979 : Manès Sperber Churban, oder die unfassbare Gewissheit, Wenen, Europa, 1979
- 1978 : Roger Caillois Le Fleuve Alphée, Parijs, Gallimard, 1978
- 1977 : Alexandre Zinoviev Les Hauteurs béantes, Lausanne, L’Âge d’Homme, 1977
- 1976 : E. F. Schumacher Small is Beautiful, Londen, Blond & Briggs, 1973
- 1975 : Jacques Ellul Trahison de l’Occident, Parijs, Calmann-Lévy, 1975